# José María Maravall
José María Maravall Herrero (ur. 7 kwietnia 1942 w Madrycie) – hiszpański socjolog, polityk i nauczyciel akademicki, parlamentarzysta, w latach 1982–1988 minister edukacji i nauki.

## Życiorys
Na początku lat 60. zaangażował się w działalność opozycyjną wobec reżimu generała Francisca Franco. Należał do niejawnej organizacji Frente de Liberación Popular. Doktoryzował się w dziedzinie prawa na Uniwersytecie Complutense w Madrycie (UCM). Za prowadzoną działalność opozycyjną represjonowany, wyjechał do Wielkiej Brytanii. W 1969 uzyskał doktorat z socjologii na Uniwersytecie Oksfordzkim. Pracował jako nauczyciel akademicki na tej uczelni oraz na University of Warwick. Działał w wydziale międzynarodowym komitetu wykonawczego brytyjskiej Partii Pracy.
W 1974 dołączył do Hiszpańskiej Socjalistycznej Partii Robotniczej (PSOE), cztery lata później powrócił do Hiszpanii. Kontynuował działalność akademicką jako wykładowca UCM. Od grudnia 1982 do lipca 1988 zajmował stanowisko ministra edukacji i nauki w dwóch rządach Felipe Gonzáleza. Z ramienia PSOE w latach 1986–1989 sprawował mandat posła do Kongresu Deputowanych III kadencji.
Powrócił do pracy naukowej jako profesor socjologii na Uniwersytecie Complutense w Madrycie. Był dyrektorem ośrodka naukowego CEACS. Autor i współautor licznych publikacji książkowych. Członek British Academy.
Odznaczony Krzyżem Wielkim Orderu Karola III oraz Krzyżem Wielkim Orderu Cywilnego Alfonsa X Mądrego.